# هندريك دي لونغ
هندريك دي لونغ (1877 – 9 أغسطس 1962) هو مبارز بالسيف هولندي راحل، مثّل بلاده في الألعاب الأولمبية الصيفية 1912.

## روابط رياضية
هندريك دي لونغ على موقع أوليمبيديا (الإنجليزية)